# Слуги Шекспира
«Слуги Шекспира» или «Господин Шекспир» (англ. Shakespeare Wallah) — кинофильм режиссёра Джеймса Айвори, вышедший на экраны в 1965 году. Лента принимала участие в конкурсной программе 15-го Берлинского кинофестиваля, где актёрская работа Мадхур Джеффри была отмечена «Серебряным медведем» за лучшую женскую роль. Кроме того, картина попала в список лучших фильмов 1967 года по версии Национального совета кинокритиков США.

## Сюжет
Актёрская труппа колесит по Индии с шекспировским репертуаром, однако с каждым годом их выступления вызывают всё меньше интереса у публики, предпочитающей болливудское кино. Ядром труппы является семья Бакингем — супружеская пара Тони и Карла и их молодая дочь Лиззи. Будущее дочери вызывает беспокойство у родителей, ведь становится всё труднее организовать гастроли. Поэтому Карла предлагает Лиззи отправиться в Англию и попытаться устроить там театральную карьеру. Девушка не спешит соглашаться: она встретила и полюбила Санджу, богатого отпрыска одного из местных родов. Молодой человек, однако, испытывает противоречивые чувства: он искренне восхищается талантом и красотой Лиззи, но в то же время продолжает поддерживать отношения с капризной и испорченной кинозвездой Манджулой.

## В ролях
- Шаши Капур — Санджу
- Фелисити Кендал — Лиззи Бакингем
- Джеффри Кендал — Тони Бакингем, отец Лиззи
- Лора Лидделл — Карла Бакингем, мать Лиззи
- Мадхур Джеффри — Манджула
- Утпал Дутт — махараджа
- Правин Пол — Диди
- Праяг Радж — Шармаджи
- Пинчу Капур — Гуптаджи
- Джим Тайтлер — Бобби